# NGC 7662
NGC 7662 também conhecida como Blue Snowball Nebula é uma nebulosa planetária localizada na constelação Andromeda. . Foi descoberta por William Herchel em 1784.

## Galeria de imagens

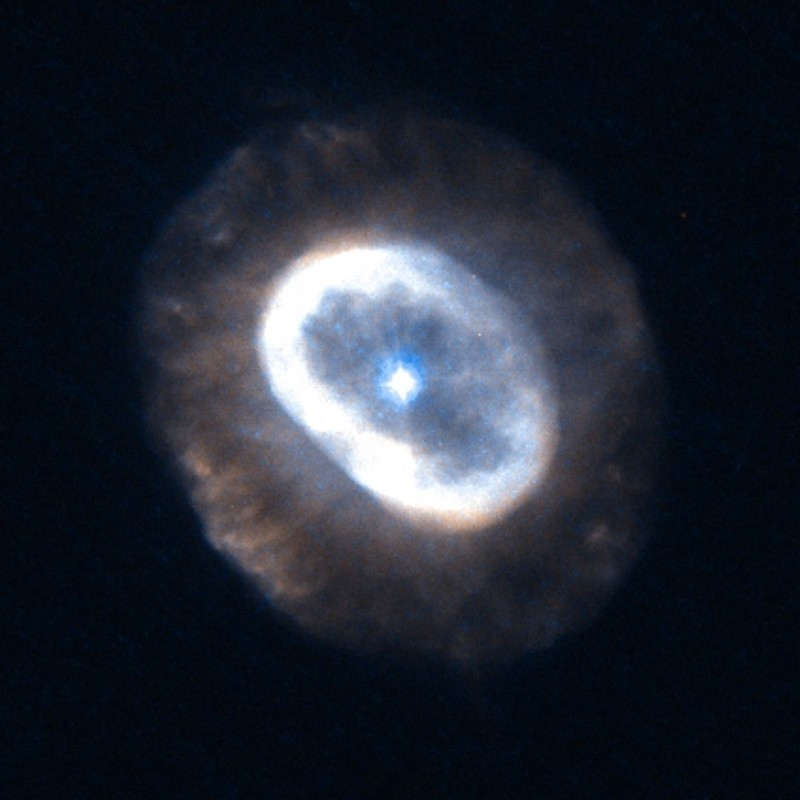

- Ficheiro:7662 C14.jpg